# 倉島松男
倉島 松男（くらしま まつお、1861年（文久元年10月） - 1938年（昭和13年）2月10日）は、日本の政治家、衆議院議員（1期）。

## 経歴
下総国相馬郡高須村(のち茨城県北相馬郡高須村→藤代町、現・取手市)に生まれる。漢学と英語を学ぶ。農業と商業を営み、北相馬郡内三十二ヶ村組合岡堰取締役、竜崎鉄道(株)社長となる。また、茨城県土地区画改正委員、同臨時博覧会事務委員、茨城県物産販売路調査のため渡米、第四回内国勧業博覧会審査官を務めた。
1894年3月の第3回衆議院議員総選挙において茨城6区から自由党公認で立候補したが13票差で落選。同年9月の第4回衆議院議員総選挙では無所属で立候補して当選した。衆議院議員を1期務め、1898年の第5回衆議院議員総選挙は不出馬。1938年に死去した。